# Wąż Eskulapa
Wąż Eskulapa (Zamenis longissimus) – gatunek niejadowitego węża z rodziny połozowatych (Colubridae).

## Wygląd
Największy wąż żyjący w Polsce i Europie Środkowej. Długość ciała może przekraczać 2 m, najdłuższy odnotowany osobnik mierzył 225 cm. Najdłuższy osobnik złowiony w polskich Bieszczadach miał 161 cm. Samce są zwykle dłuższe od samic (rzadkość u węży). Dorosłe osobniki są oliwkowo-brązowe, z wyjątkiem brzucha, z wieloma małymi, jasnymi plamkami. Przednia część ciała zwykle jest jaśniejsza, a strona brzuszna słomkowa, czasem z ciemnymi plamkami.

## Rozmnażanie
Jest to wąż jajorodny. Pora godowa w maju i czerwcu. Samice różnych populacji składają różną liczbę jaj – od 2 do 21 – przeciętnie 5–12. Jaja mają długość ok. 4–6 cm, 2–3,5 cm szerokości i wagę ok. 10–15 g. Przez pierwsze dni po złożeniu nieco zwiększają się przez wchłanianie wilgoci, stając się mniej wydłużone, po czym ich rozmiar i waga stabilizują się. Początkowo białe, w trakcie inkubacji również brązowieją i pokrywają się plamami. Umieszczane są latem w bardzo ciepłych i wilgotnych miejscach (np. w próchniejącym drewnie, stertach trocin lub gnijących liści), czasem sąsiadując z miejscami złożenia jaj zaskrońców. Często są to mikrosiedliska antropogeniczne. Po kilkudziesięciu dniach, jesienią, wylęgają się z nich młode węże o wadze kilku gramów i długości 20–30 cm. Jaja dość często obumierają na skutek inwazji pleśni. Reprodukcję ograniczają czynniki klimatyczne, w środkowoeuropejskich warunkach nie zawsze dochodzi do rozwoju zarodków w ciągu jednego lata.

## Pożywienie
Odżywia się myszami i innymi małymi ssakami, jaszczurkami, jajami, pisklętami, małymi ptakami oraz małymi wężami. Czasem zjada też młode bezkręgowce. Nie jest jadowity. Polując, chwyta zdobycz pyskiem i, owijając ciałem, dusi przez kilka minut, a następnie połyka w całości.

## Występowanie
W Polsce występuje w Bieszczadach. Niegdyś notowany również nad Dunajcem między Gorcami a Beskidem Sądeckim oraz nad Popradem, jednak w początku XXI w. metapopulacja bieszczadzka (Otryt i okolice, m.in. rezerwat przyrody Krywe) jest jedynym pewnym stanowiskiem w Polsce, mocno izolowanym od najbliższych populacji z Ukrainy i Słowacji. Jest bardzo rzadki – jego polską populację szacuje się na ponad 100 osobników. Spotykany jest od Hiszpanii poprzez południową Europę do Morza Kaspijskiego. Jego północna granica występowania przebiega przez Francję, południowe Niemcy, Czechy i południową Polskę (Bieszczady). Żyje w lasach liściastych na terenach pagórkowatych wśród skał i na silnie nasłonecznionych stokach, ponieważ jest ciepłolubny.

## Siedlisko
Wąż Eskulapa żyje w obszarach leśnych lub polanach, często w miejscach położonych w dolinach rzek. We wnętrzu lasów rzadki. Preferuje siedliska otwarte – okolice zabudowań, polany, łąki, obrzeża dróg i lasów, kamieniołomy, urwiska zboczowe. Z drugiej jednak strony unika zbyt odsłoniętej przestrzeni, zwłaszcza przy dużym nasłonecznieniu, wybierając w takich miejscach zarośla i inne kryjówki. Wykazuje przywiązanie do kryjówki, nieraz przebywając w jej otoczeniu kilka lat.
Pełzają głównie po ziemi. Zdarza się, że wpełzają na strome skały, dachy kilkumetrowych budynków oraz na drzewa i krzewy (nie wyżej niż do 2,5 m nad ziemią). Umożliwiają im to gibkie ciało i zespół tarczek na stronie brzusznej. W czasie upałów spotykane nad samą wodą, rzadko pływają.
W bieszczadzkich warunkach występują stosunkowo nisko (do 650–700 m n.p.m.), wybierając zwykle miejsca o ekspozycji od południowo-wschodniej do południowo-zachodniej.

## Tryb życia
W bieszczadzkim klimacie po hibernacji stają się aktywne w kwietniu. Młode nieco później – na przełomie kwietnia i maja. Aktywne do przełomu września i października, przy czym najpóźniej w sen zimowy zapadają młode osobniki.
Prowadzą skryty tryb życia, przebywając często w różnego rodzaju kryjówkach naturalnych i antropogenicznych (sterty desek, kopy trocin, siana, gnijących odpadków itp.). Są gatunkiem ciepłolubnym, jednak, choć wybierają miejsca stosunkowo nasłonecznione (nieleśne, o południowej ekspozycji), w ich obrębie preferują miejsca ukryte, nierzadko o przeciwnych cechach. Aktywne również o zmierzchu i w trakcie mżawek. Przy wzroście temperatury, najwcześniej spośród innych polskich węży szukają schronienia w cieniu (od temperatury 25–27 °C). W gorących okresach aktywne głównie o zmierzchu i nocą, a za dnia blisko wody. Sugeruje to tigmotermię, czyli strategię pobierania ciepła z podłoża.

## Ochrona
W Czerwonej księdze gatunków zagrożonych jest klasyfikowany jako gatunek najmniejszej troski. W Polsce wpisany jest do Polskiej Czerwonej Księgi Zwierząt jako krytycznie zagrożony, jest pod ścisłą ochroną, z zaleceniami ochrony czynnej. Rozporządzenie ministra środowiska w sprawie ochrony gatunkowej wymienia go jako gatunek wymagający ustalenia stref ochrony ostoi, miejsc rozrodu i regularnego przebywania.  
Ochrona węża Eskulapa jest jednym z zadań rezerwatu Krywe. Do zadań ochrony czynnej należą wykaszanie łąk i tworzenie pryzm kamieni i trocin.

## Obecność w kulturze
Wąż Eskulapa jest wiązany z laską Asklepiosa – symbolem medycyny i farmacji, jak również z samym Asklepiosem (Eskulapem).